# Giovanni Cazzulani
Giovanni Cazzulani (né le 5 août 1909 à Pandino, dans la province de Crémone, en Lombardie et mort le 22 octobre 1983 à Varzi) est un coureur cycliste italien de l'entre-deux-guerres. 

## Biographie
Professionnel de 1933 à 1940, Giovanni Cazzulani a notamment terminé troisième du Tour d'Italie 1934.

## Palmarès
- 1932
  - 3e de la Coppa San Geo
  - 7e de la course en ligne aux Jeux olympiques
- 1933
  - Coppa Maccarese
  - Coppa Farinacci
  - 2e de la Coppa del Re
  - 3e du Tour de Lombardie amateurs
  - 7e du Tour de Lombardie
- 1934
  - 2e de Milan-San Remo
  - 3e du Tour de la province de Milan (avec Francesco Camusso)
  - 3e du Tour d'Italie
  - 5e du Grand Prix des Nations
  - 9e du Tour de Lombardie
- 1936
  - Tour de Toscane
  - 2e du championnat d'Italie sur route
  - 2e du Tour de la province de Milan (avec Domenico Piemontesi)
  - 3e du Tour du Piémont
- 1938
  - 2e du Tour de la province de Milan (avec Secondo Magni)

## Résultats sur les grands tours

### Tour de France
1 participation
- 1934 : 16e

### Tour d'Italie
7 participations
- 1933 : abandon (6e étape)
- 1934 : 3e
- 1935 : abandon (15e étape)
- 1936 : 12e
- 1937 : 21e
- 1939 : 19e
- 1940 : hors délais (3e étape)